# 文化學習
《文化學習》（：／）是朝鮮民主主義人民共和國的一本語言文字領域的雜誌，於1956年創刊，1958年停刊，1961年復刊。面向廣大軍人、學生以及語言學研究者。雜誌強調學習文化的必要性，宣傳朝鮮勞動黨的語言文字政策，說解朝鮮語及其外來語等語言現象。